# 三田松五郎
三田 松五郎（みた まつごろう、1934年4月8日 - ）は、日本の男性俳優、声優。父は俳優・上山草人である。

## 来歴・人物
1953年に東京放送劇団の研究生となり、1955年に劇団員となる。劇団と並行してプロダクションTHGに所属していた時期もあった。その後東京俳優生活協同組合、アクセント所属を経て、現在フリーランスで活動している。
趣味はドライブ、料理、絵画鑑賞である。

## 出演

### テレビドラマ
- NHK大河ドラマ
  - 源義経（1966年） - 調伏丸
  - 竜馬がゆく（1968年） - 取次
  - 勝海舟（1974年） - 東久世通禧
  - 元禄太平記（1975年） - 高辻
  - 花神（1977年）
  - 黄金の日日（1978年） - 黄允吉
  - 草燃える（1979年） - 寺尾政武
- お父さんの季節（1960年、NHK）
- フジ三太郎 第5話「ママの誕生日」（1968年、TBS）
- 鬼平犯科帳 第1シリーズ 第58回「雨の湯豆腐」（1970年） - 辻屋の番頭
- Oh!それ見よ 第5話「されど女は強し」（1969年、TBS）
- 兄貴の恋人 第9話（1970年、フジテレビ）
- 旗本退屈男（1970年、フジテレビ）
- 遠い愛の日々（1970年、NHK）
- ワン・ツウ・アタック! 第9話「打ち込め! スピンボール」（1971年、東京12チャンネル） - 債権者
- 一心太助 第21話「東海道だよ四人旅」（1972年、フジテレビ） - 万作
- 新坊ちゃん（1975年、NHK）
- 女殺し屋 花笠お竜（東京12チャンネル）
  - 第9話「女が燃えれば鈴が鳴る」（1969年）
  - 第21話「三味線任侠子守唄」（1970年）
- 連続テレビ小説（NHK）
  - マー姉ちゃん（1979年、第23作） -  西村神父
  - 澪つくし（1985年、NHK連続テレビ小説第34作）

### 映画
- 三億円大作戦（1971年） - 谷垣貞宏

### 舞台
- ハーフムーン・シアター・カンパニー公演
  - 「相寄る魂」（1976年、ギィ・フォアッシィ作）
  - 「部屋」「沈黙」（1980年、ハロルド・ピンター作）

### テレビアニメ
1966年
- レインボー戦隊ロビン（1966年 - 1967年、ラムダー、マルシャーク、タイガー、ケリコロスキイ、パーク警部、マック、エディ、宿屋の婆さん 他）

1971年
- アニメンタリー 決断（北島驥子雄、伊168航海長、イギリス軍大隊長、老練兵、情報局閣僚）

1973年
- けろっこデメタン（アオ衛門）

1975年
- アラビアンナイト シンドバットの冒険
- タイムボカン（ヨプセン）
- みつばちマーヤの冒険（うすばカゲロウ）

1976年
- 母をたずねて三千里（モレーニ）
- ピコリーノの冒険（カラス）

1978年
- 未来少年コナン（ケイ、牢番）

1979年
- アニメーション紀行 マルコ・ポーロの冒険（ムハラハ）

1981年
- 名犬ジョリィ（マルティン）

1989年
- 美味しんぼ（赤坂販売部部長）

2003年
- TEXHNOLYZE（老人）

### 劇場アニメ
- 未来少年コナン 特別編 巨大機ギガントの復讐（1984年、ケイ）

### OVA
- 機甲猟兵メロウリンク（1988年、ヌメリコフ）

### ドラマCD
- シャーロック・ホームズ 六つのナポレオン（ホレース・ハアカー）
- プリンプリン物語ソング・ブック 「オサラムームー国歌」（ジイドロ）

### 吹き替え

#### 洋画
- 悪党 ※ビデオ・DVD版
- 電撃フリントGO!GO作戦
- ミズーリ横断（大尉〈アラン・ネイピア〉）

#### 海外ドラマ
- 刑事コロンボ 毒のある花（デヴィッド・ラング社長〈ヴィンセント・プライス〉）

#### 海外アニメ
- ダンボ（ティモシー・マウス）※再公開版

### 特撮
- 流星人間ゾーン（1973年、コバルトガロガ人間態）

### 人形劇
- こどもにんぎょう劇場
  - 「えんまさまとワンちゃん」（青鬼）
  - 「神さまになりそこねたサンダル」
  - 「ないたあかおに」（村人）
  - 「西遊記」
  - 「山んじいとやじろう」
  - 「はまぐりひめこ」
- ものしり博士（1969年）
- たけくらべ（1976年）
- ひょっこりひょうたん島（1964年、チワワ教授）
- プリンプリン物語（1979年、ジイドロ）
- ひげよさらば（1984年、お経猫）
- 紅孔雀（1954年）
- 家なき子（1955年、ジェイムス・ミリガン、老漁師）

### ラジオドラマ
- 青いノート
- FM名作劇場
  - 「北洋の人々」（1967年）
  - 「新所帯」（1968年）
- NHK-FM サラウンド・ドラマ「マージナル」（1988年）
- NHK-FM 「東京石器人戦争」（1987年）
- NHK-FM 青春アドベンチャーロード
  - 「ある自転車泥棒の話」（1966年、街の紳士）
  - 「暗殺のソロ」（1989年、ジャゴ）
  - 「黄昏のベルリン」（1989年、ペーター・エルメリヒ）
  - 「黄金海峡」（1989年、老人）
  - 「女王陛下のアルバイト探偵」（1989年、大使）
  - 「ジグが来る」（1989年、フーリハン）
  - 「サラマンダー殲滅」（1991年、ハフ・ハハール）
  - サウンド夢工房 「愛と青春のサンバイマン」（1991年、山崎）
- FMシアター「ミュージカルファンタジー・人魚の森」（1989年、NHK-FM)
- 火の鳥 乱世編（1980年） 
  - 「第2話」（薬売り）
  - 「第9話」（吉次）